# حکمت چیفتچی
حکمت چیفتچی (انگلیسی: Hikmet Çiftçi؛ زادهٔ ۱۰ مارس ۱۹۹۸) بازیکن فوتبال است.
از باشگاه‌هایی که در آن بازی کرده‌است می‌توان به باشگاه فوتبال کلن اشاره کرد.
وی همچنین در تیم‌های ملی فوتبال Turkey national under-19 football team و زیر ۲۱ سال ترکیه بازی کرده‌است.